# 沙提難民營
沙提難民營（阿拉伯语：مخيّم الشاطئ），又称海滩难民营，是巴勒斯坦國加沙省北部地中海沿岸的一个巴勒斯坦難民營，位於加沙城內，总土地面积为520杜纳亩。根据巴勒斯坦中央统计局的数据，2006年年中沙提的人口为87,158人，而聯合國近東巴勒斯坦難民救濟和工程處报告的登记难民人数为78,800人。该难民营是巴勒斯坦難民營中的第三大难民营。
沙提難民營成立於1948年，当时约有23,000名巴勒斯坦人在1948年阿拉伯-以色列戰爭期間從雅法、卢德和贝尔谢巴以及周围的村庄逃離至沙提並建立難民營。1971年，以色列当局出于安全考虑，拆除了2000多个避难所並拓宽道路。大约8,000名难民被迫离开难民营前往附近的加薩谢赫拉德万。
前巴勒斯坦國總理伊斯梅爾·哈尼亞和被以色列暗殺的前巴勒斯坦內政部長塞亞姆（Seyam）都出生在這個難民營。